# Man zkt vrouw
Man zkt vrouw is een Belgische film uit 2007 geregisseerd door Miel Van Hoogenbemt. De hoofdrollen worden vertolkt door Jan Decleir en Wim Opbrouck. Jan Decleir kreeg voor zijn vertolking de prijs voor de beste acteur op het Tiburon International Film Festival.

## Verhaal
De gepensioneerde Leopold is op zoek naar een vrouw en zijn buurman Julien helpt hem in de zoektocht. Via een website maken ze afspraakjes en de belangstelling is groot. Maar op de dag van zijn eerste afspraak verschijnt de twintigjarige Roemeense nicht, Alina, van zijn vroegere poetsvrouw. Ze is een ramp in het huishouden en irriteert Leopold behoorlijk maar toch slaagt ze erin het leven van Leopold op zijn kop te zetten.

## Rolverdeling
| Acteur              | Personage  |
| ------------------- | ---------- |
| Jan Decleir         | Leopold    |
| Wim Opbrouck        | Julien     |
| Maria Popistasu     | Alina      |
| Manuela Servais     | Anne-Marie |
| Guusje van Tilborgh | Olivia     |
| Bert Haelvoet       | Maarten    |
| Tom Van Bauwel      | Bastijns   |
| Brigitte De Man     | Francine   |
| Leny Breederveld    | Ada        |
| Nadine Vanvossem    | Sophia     |
| Mia Van Roy         | Thérèse    |